# Blip
Blip var en svensk webbplats för spel och chatt som startades av Thomas Strindberg och ägdes av TV4-gruppen. TV4-gruppen meddelade i oktober 2010 att Blip skulle läggas ned vid årsskiftet 2010/2011 på grund av dålig ekonomi. Nedläggningen skedde den 3 januari 2011.
På Blip erbjöds användarna grundläggande Internettjänster (bland annat personliga användarhemsidor och chattrum) vid sidan av dess basfunktion, nämligen att erbjuda olika spel. Vissa spelfunktioner fick man bara tillgång till efter betalning, och det fanns också möjlighet att spela spel som krävde insatser med riktiga pengar. Till sajten fanns det ett hjälpsystem med värdar som skulle hjälpa användarna, hemsidan hade också en personalgrupp som stod för att producera nyheter och utveckla spelen. Spelen tillverkades av svenska Raketspel och danska Certus. Även Alga och Folkspel började producera spel för sajten. Ett flertal av spelen var ofta kopplade till TV4s tv-produktioner, bland annat Robinson, Fångarna på fortet och Gladiatorerna. För att finansiera hemsidan såldes Premium-medlemskap som gav användarna förmånen att delta i alla spelen på hemsidan, samt möjligheten att delta i olika spelturneringar som anordnades på sajten. 
Blips logotyp var ett orange spöke från spelet Pac-Man.

## Historia
Webbplatsen hade sitt ursprung i TV4 Spel på TV4.se, en sajt med olika gratisspel. Den 9 oktober 2003 nylanserades denna spelsida som Blip.se med utökade möjligheter för community och betalspel.
Hösten 2007 skildes Blip från den virtuella världen Blipville. Även Blipville lades ned den 3 januari 2011.
År 2008 lades Blipbeat ner. Blipbeat var en sida som sålde CD-skivor, och den ägdes av TV4-gruppen.